# FA Cup 1901/02
Der FA Cup 1901/02 war die 31. Austragung des The Football Association Challenge Cup (meist als FA Cup bekannt).
Der Pokalwettbewerb startete mit der Qualifikation zwischen dem 21. September 1901 und dem 9. Dezember 1901, der eine Zwischenrunde zwischen dem 14. Dezember 1901 und dem 18. Dezember 1901 folgte. Die Hauptrunde begann anschließend ab dem 25. Januar 1902 und endete mit den beiden Finalspielen im Crystal Palace in London am 19. April und 26. April 1902 vor Kulissen von offiziell 74.479 Zuschauern (bzw. 33.068 Zuschauern im Wiederholungsspiel). Sieger des Wettbewerbs wurde zum zweiten Mal Sheffield United. Unterlegener Finalist war der FC Southampton.

## Wettbewerb

### Zwischenrunde
| Datum             |                    | Ergebnis |                    |
| ----------------- | ------------------ | -------- | ------------------ |
| 14. Dezember 1901 | FC Bishop Auckland | 2:3      | FC Burnley         |
| 14. Dezember 1901 | Leicester Fosse    | 0:1      | FC Glossop         |
| 14. Dezember 1901 | Millwall Athletic  | 1:1      | Bristol Rovers     |
| 14. Dezember 1901 | Newton Heath       | 1:2      | Lincoln City       |
| 14. Dezember 1901 | Northampton Town   | 4:1      | FC Darwen          |
| 14. Dezember 1901 | FC Portsmouth      | 2:1      | Small Heath        |
| 14. Dezember 1901 | FC Reading         | 2:1      | FC Chesterfield    |
| 14. Dezember 1901 | FC Walsall         | 2:0      | New Brompton       |
| 14. Dezember 1901 | Woolwich Arsenal   | 1:1      | Luton Town         |
| nicht ausgetragen | Oxford City        |          | New Brighton Tower |

#### Wiederholungsspiele
| Datum             |                | Ergebnis |                   |
| ----------------- | -------------- | -------- | ----------------- |
| 18. Dezember 1901 | Bristol Rovers | 1:0      | Millwall Athletic |
| 18. Dezember 1901 | Luton Town     | 0:2      | Woolwich Arsenal  |

### Erste Hauptrunde
| Datum           |                         | Ergebnis |                      |
| --------------- | ----------------------- | -------- | -------------------- |
| 25. Januar 1902 | FC Bury                 | 5:1      | West Bromwich Albion |
| 25. Januar 1902 | FC Glossop              | 1:3      | Nottingham Forest    |
| 25. Januar 1902 | Grimsby Town            | 1:1      | FC Portsmouth        |
| 25. Januar 1902 | FC Liverpool            | 2:2      | FC Everton           |
| 25. Januar 1902 | Manchester City         | 1:1      | Preston North End    |
| 25. Januar 1902 | FC Middlesbrough        | 1:1      | Bristol Rovers       |
| 25. Januar 1902 | Northampton Town        | 0:2      | Sheffield United     |
| 25. Januar 1902 | Notts County            | 1:2      | FC Reading           |
| 25. Januar 1902 | Oxford City             | 0:0      | Lincoln City         |
| 25. Januar 1902 | The Wednesday           | 0:1      | AFC Sunderland       |
| 25. Januar 1902 | FC Stoke                | 2:2      | Aston Villa          |
| 25. Januar 1902 | Tottenham Hotspur       | 1:1      | FC Southampton       |
| 25. Januar 1902 | FC Walsall              | 1:0      | FC Burnley           |
| 25. Januar 1902 | Wolverhampton Wanderers | 0:2      | Bolton Wanderers     |
| 25. Januar 1902 | Woolwich Arsenal        | 0:2      | Newcastle United     |
| 1. Februar 1902 | Blackburn Rovers        | 0:2      | Derby County         |

#### Wiederholungsspiele
| Datum           |                   | Ergebnis |                   |
| --------------- | ----------------- | -------- | ----------------- |
| 29. Januar 1902 | Aston Villa       | 1:2      | FC Stoke          |
| 29. Januar 1902 | Bristol Rovers    | 1:0      | FC Middlesbrough  |
| 29. Januar 1902 | FC Everton        | 0:2      | FC Liverpool      |
| 29. Januar 1902 | FC Portsmouth     | 2:0      | Grimsby Town      |
| 29. Januar 1902 | Preston North End | 0:0      | Manchester City   |
| 29. Januar 1902 | FC Southampton    | 2:2      | Tottenham Hotspur |
| 30. Januar 1902 | Lincoln City      | 4:0      | Oxford City       |
| 3. Februar 1902 | Preston North End | 2:4      | Manchester City   |
| 3. Februar 1902 | FC Southampton    | 2:1      | Tottenham Hotspur |

### Zweite Hauptrunde
| Datum            |                  | Ergebnis |                   |
| ---------------- | ---------------- | -------- | ----------------- |
| 8. Februar 1902  | Bristol Rovers   | 0:1      | FC Stoke          |
| 8. Februar 1902  | Lincoln City     | 1:3      | Derby County      |
| 8. Februar 1902  | Manchester City  | 0:2      | Nottingham Forest |
| 8. Februar 1902  | FC Reading       | 0:1      | FC Portsmouth     |
| 8. Februar 1902  | Sheffield United | 2:1      | Bolton Wanderers  |
| 8. Februar 1902  | FC Southampton   | 4:1      | Liverpool         |
| 8. Februar 1902  | FC Walsall       | 0:5      | FC Bury           |
| 12. Februar 1902 | Newcastle United | 1:0      | AFC Sunderland    |

### Dritte Hauptrunde
| Datum            |                   | Ergebnis |                  |
| ---------------- | ----------------- | -------- | ---------------- |
| 22. Februar 1902 | FC Bury           | 2:3      | FC Southampton   |
| 22. Februar 1902 | Newcastle United  | 1:1      | Sheffield United |
| 22. Februar 1902 | Nottingham Forest | 2:0      | FC Stoke         |
| 22. Februar 1902 | FC Portsmouth     | 0:0      | Derby County     |

#### Wiederholungsspiele
| Datum            |                  | Ergebnis |                  |
| ---------------- | ---------------- | -------- | ---------------- |
| 27. Februar 1902 | Derby County     | 6:3      | FC Portsmouth    |
| 27. Februar 1902 | Sheffield United | 2:1      | Newcastle United |

### Halbfinale
Die ersten beiden Spiele wurden am 15. März 1902 sowie die Wiederholungsspiele am 20. März und 27. März 1902 ausgetragen.
|                | Ergebnis |                   | Ort           |
| -------------- | -------- | ----------------- | ------------- |
| Derby County   | 1:1      | Sheffield United  | West Bromwich |
| FC Southampton | 3:1      | Nottingham Forest | London        |

#### Wiederholungsspiele
|                  | Ergebnis |              | Ort           |
| ---------------- | -------- | ------------ | ------------- |
| Sheffield United | 1:1      | Derby County | Wolverhampton |
| Sheffield United | 1:0      | Derby County | Nottingham    |

### Finale
| Sheffield United                                   | Sheffield United | FC Southampton | FC Southampton |
| -------------------------------------------------- | --- | --- | -------------- |
| Sheffield United                                   | \| Finale \| \| Samstag, 19. April 1902 in London (Crystal Palace) \| \| Ergebnis: 1:1 (0:0) \| \| Zuschauer: 74.479 \| \| Schiedsrichter: Tom Kirkham \| \| Spielbericht \|                      | \| Finale \| \| Samstag, 19. April 1902 in London (Crystal Palace) \| \| Ergebnis: 1:1 (0:0) \| \| Zuschauer: 74.479 \| \| Schiedsrichter: Tom Kirkham \| \| Spielbericht \|          | FC Southampton |
| Sheffield United                                   | William Foulke – Harry Thickett, Peter Boyle – Ernest Needham, Bernie Wilkinson, Harry Johnson – Walter Bennett, Alf Common, George Hedley, Fred Priest, Bert Lipsham Cheftrainer: John Nicholson | Jack Robinson – C. B. Fry, George Molyneux – Samuel Meston, Tommy Bowman, Bert Lee – Archie Turner, Harry Wood, Albert Brown, Edgar Chadwick, Joe Turner Cheftrainer: Ernest Arnfield | FC Southampton |
| Sheffield United                                   | 1:0 Alf Common (55.) | 1:1 Harry Wood (88.) | FC Southampton |
| Finale                                             | | |                |
| Samstag, 19. April 1902 in London (Crystal Palace) | | |                |
| Ergebnis: 1:1 (0:0)                                | | |                |
| Zuschauer: 74.479                                  | | |                |
| Schiedsrichter: Tom Kirkham                        | | |                |
| Spielbericht                                       | | |                |

| Sheffield United                                   | Sheffield United | FC Southampton | FC Southampton |
| -------------------------------------------------- | --- | --- | -------------- |
| Sheffield United                                   | \| Finale (Wiederholungsspiel) \| \| Samstag, 26. April 1902 in London (Crystal Palace) \| \| Ergebnis: 2:1 (1:0) \| \| Zuschauer: 33.068 \| \| Schiedsrichter: Tom Kirkham \| \| Spielbericht \| | \| Finale (Wiederholungsspiel) \| \| Samstag, 26. April 1902 in London (Crystal Palace) \| \| Ergebnis: 2:1 (1:0) \| \| Zuschauer: 33.068 \| \| Schiedsrichter: Tom Kirkham \| \| Spielbericht \| | FC Southampton |
| Sheffield United                                   | William Foulke – Harry Thickett, Peter Boyle – Ernest Needham, Bernie Wilkinson, Harry Johnson – Alf Common, Billy Barnes, George Hedley, Fred Priest, Bert Lipsham Cheftrainer: John Nicholson   | Jack Robinson – C. B. Fry, George Molyneux – Samuel Meston, Tommy Bowman, Bert Lee – Archie Turner, Harry Wood, Albert Brown, Edgar Chadwick, Joe Turner Cheftrainer: Ernest Arnfield             | FC Southampton |
| Sheffield United                                   | 1:0 George Hedley (2.) 2:1 Billy Barnes (79.) | 1:1 Albert Brown (70.) | FC Southampton |
| Finale (Wiederholungsspiel)                        | | |                |
| Samstag, 26. April 1902 in London (Crystal Palace) | | |                |
| Ergebnis: 2:1 (1:0)                                | | |                |
| Zuschauer: 33.068                                  | | |                |
| Schiedsrichter: Tom Kirkham                        | | |                |
| Spielbericht                                       | | |                |